# Leni Lohmar
Leni Lohmar (n. 19 octombrie 1914, Bonn, Imperiul German – d. 31 decembrie 2006, Witten, Germania) a fost o înotătoare ce a reprezentat Germania, medaliată olimpică. A participat la o ediție a Jocurilor Olimpice (1936) în care a câștigat o medalie de argint.

## Participări
Lista de mai jos prezintă principalele competiții la care a participat Leni Lohmar de-a lungul carierei.
- Olympische Sommerspiele 1936/Schwimmen – 4 × 100 m Freistil (Frauen)[*]